# Croix-Rousse (métro de Lyon)
Pour la colline, voir La Croix-Rousse.
Croix-Rousse est une station de métro française de la ligne C du métro de Lyon, située à l'angle du boulevard de la Croix-Rousse et de la place du même nom, dans le quartier de la Croix-Rousse à la limite du 1er et du 4e arrondissement de Lyon, préfecture de la région Auvergne-Rhône-Alpes.
Elle est mise en service en 1891 en tant que station de funiculaire, puis rouverte en 1974, lors de l'ouverture à l'exploitation de la ligne C. Elle est la station qui délimite au Nord la section à crémaillère de la ligne C : en amont la ligne est en adhérence classique et en aval elle utilise la crémaillère pour rejoindre la presqu'île de Lyon.

## Situation ferroviaire
La station Croix-Rousse est située sur la ligne C du métro de Lyon, entre les stations Croix-Paquet et Hénon.

## Histoire
La station « Croix-Rousse » est mise en service le 12 avril 1891, en tant que station supérieure de la ligne du funiculaire de Croix-Paquet et le restera jusqu'à la fermeture de la ligne le 3 juillet 1972,. La gare se trouvait alors en aval du boulevard de la Croix Rousse à l’angle de la rue Vaucanson, elle a été détruite pour être déplacée dans l'axe du boulevard à son emplacement actuel, moyennant une courbe très serrée avec un rayon d'à peine 80 mètres.
Elle se trouvait à proximité de la gare de Lyon-Croix-Rousse, ancienne tête de l'ancienne ligne de Lyon-Croix-Rousse à Trévoux dont le tronçon jusqu'à l'actuelle station de métro Cuire a été réutilisée par le boulevard des Canuts et la ligne C du métro de Lyon.
Elle rouvre à son nouvel emplacement le 6 décembre 1974 après transformation de l'ancienne « ficelle » en chemin de fer à crémaillère mais avait une configuration très différente : elle n'était composée que d'une seule voie ne pouvant accueillir d'une seule automotrice à la fois, puis l'unique quai a été rallongé pour accueillir des rames à deux caisses puis une seconde voie et un second quai ont été rajoutées lui donnant une configuration classique à deux voies et deux quais latéraux. Elle est dessinée par l'architecte René Guimbert.
Station terminus à l'origine, elle devient une station de passage le 10 décembre 1984 lors du prolongement de la ligne à Cuire, nécessitant de construire une autre courbe avec un rayon identique de 80 mètres pour rejoindre le boulevard des Canuts.
Il n'y a pas de personnel, des automates permettent l'achat et d'autres le compostage des billets, et l'agence commerciale située au nord de la place de la Croix-Rousse a été fermée le 16 juin 2012. La station est équipée d'ascenseurs pour l'accès aux personnes à mobilité réduite depuis 2002 et de portillon d'accès depuis le 6 décembre 2005.

## Service des voyageurs

### Accueil
La station compte deux accès donnant sur la mezzanine : un situé au sud dans le 1er arrondissement du côté du quai direction Cuire et le second au nord dans le 4e arrondissement du côté du quai direction Hôtel de Ville - Louis Pradel. Elle dispose dans chacun des accès de distributeur automatique de titres de transport et de valideurs couplés avec les portillons d'accès.

### Desserte
Croix-Rousse est desservie par toutes les circulations de la ligne.

### Intermodalité
Croix-Rousse est un pôle de correspondances important du réseau Transports en commun lyonnais (TCL). La configuration des lieux fait que les arrêts sont principalement répartis sur les côtés est et sud de la place de la Croix-Rousse et sur une mini-gare routière placée sur le boulevard, entre la place et la rue Vaucanson.
Sur la place, on retrouve la ligne de trolleybus C13 et la ligne de bus 33.
Sur la mini-gare routière, on retrouve les terminus des lignes soyeuses S6, S4A et S4B, ces deux dernières permettent de rejoindre l'Hopital de la Croix Rousse avec terminus Hénon, ainsi que les lignes de bus 2 et 45.
Outre les rues et places avoisinantes, elle permet de rejoindre à pied différents sites, notamment : le Gros Caillou, la place des Tapis, la mairie du 4e arrondissement de Lyon et durant les mois d'octobre et novembre, la vogue des marrons est présente sur la place de la Croix-Rousse perturbant ainsi le trafic des lignes de bus desservant la station.

## Œuvre d'art
La station compte une œuvre d'art située dans un espace libre au dessus du quai direction Hôtel de Ville - Louis Pradel, constituée d'une fresque représentant entre autres un oiseau et d'autres animaux réalisée par Robert Duran.